# The Dukes
Cet article possède des paronymes, voir The Duke et Dukes.
The Dukes est une série télévisée américaine d'animation en vingt épisodes de 22 minutes produite par Hanna-Barbera Productions et Warner Bros. Television, diffusée du 5 février 1983 au 29 octobre 1983 sur le réseau CBS. Elle est basée sur la série, Shérif, fais-moi peur (The Dukes of Hazzard).
Cette série est inédite dans tous les pays francophones.

## Synopsis
Daisy Duke et ses cousins Coy et Vance font une course autour du monde au volant de leur voiture General Lee. Ils sont en concurrence avec Boss Hogg et le shérif corrompu Rosco P. Coltrane, accompagné de son chien Flash.
Les Duke veulent trouver de l'argent pour sauver la ferme familiale de l'Oncle Jesse.
Coy et Vance sont remplacés par Bo et Luke pour la deuxième saison.

## Distribution
Voix originales
- Byron Cherry : Coy Duke (première saison)
- Christopher Mayer : Vance Duke (première saison)
- Tom Wopat : Luke Duke (seconde saison)
- John Schneider : Bo Duke (seconde saison)
- Catherine Bach : Daisy Duke
- Denver Pyle : Oncle Jesse Duke
- James Best : Shérif Rosco P. Coltrane
- Sorrell Booke : Boss Hogg
- Frank Welker : Flash, Smokey, General Lee

## Épisodes

### Saison 1
| # | Titre                    | Première diffusion | Code de prod. |
| --- | ------------------------ | ------------------ | ------------- |
| 1 | Put Up Your Dukes!       | 5 février 1983     | 101           |
| Coy, Vance et Daisy Duke voyagent au volant du General Lee, autour du monde. Ils se rendent en Australie pour voir leur cousin boxeur.                                                                                             |                          |                    |               |
| 2 | Jungle Jitters           | 12 février 1983    | 102           |
| Les Duke et Boss Hogg roule vers l'Amérique du Sud, où ce dernier leur vole de l'essence. Mais Coy, Vance et Daisy rencontre des locaux adorateurs des volcans, voulant sacrifier General Lee.                                     |                          |                    |               |
| 3 | The Dukes in Venice      | 19 février 1983    | 103           |
| Des braqueurs de banque volent le General Lee devant le Colisée de Rome pour prendre la fuite. Coy, Vance et Daisy veulent les retrouver, mais Boss et Rosco racontent à la police italienne que les Duke ont commis le crime.     |                          |                    |               |
| 4 | Morocco Bound            | 26 février 1983    | 104           |
| En raison d'un échange de bagages à l'hôtel, Rosco découvre une lampe d'Aladdin dans sa valise, qui avait été volée. Boss et Rosco cachent la lampe dans une boutique de l'hôtel, où Daisy l'achète comme souvenir.                |                          |                    |               |
| 5 | The Secret Satellite     | 5 mars 1983        | 105           |
| Coy, Vance, Daisy, Boss Hogg et Rosco partent à la recherche d'un satellite américain qui s'est écrasé dans le Cercle Arctique. Les Duke le font pour leur pays, alors que Boss le fait pour la récompense de 10 000 dollars.      |                          |                    |               |
| 6 | The Dukes of London      | 12 mars 1983       | 106           |
| Flash, le basset hound de Rosco, est accidentellement échangé avec le basset de sa Majesté, Regina. Les Duke sont alors accusés de kidnapping.                                                                                     |                          |                    |               |
| 7 | The Greece Fleece        | 19 mars 1983       | 107           |
| Boss Hogg utilise un certain Nick pour surveiller Coy, Vance et Daisy en prison. Il découvre alors que l'homme qui épousera la fille de Nick empochera beaucoup d'argent. Il décide de se marier et de partir avec l'argent.       |                          |                    |               |
| 8 | The Dukes in India       | 26 mars 1983       | 108           |
| Boss Hogg se sert du Grand Vazir pour ralentir Coy, Vance et Daisy pour qu'ils perdent la course. |                          |                    |               |
| 9 | The Dukes in Urbekistan  | 2 avril 1983       | 109           |
| Coy, Vance et Daisy aident un archéologue anglais à trouver son père, qui cherchait une mine de diamants ouzbèke. |                          |                    |               |
| 10 | A Hogg in Hong Kong      | 9 avril 1983       | 110           |
| Des pirates capturent Coy, Vance, Daisy, Boss Hogg et Rosco. |                          |                    |               |
| 11 | The Dukes in Scotland    | 16 avril 1983      | 111           |
| En Écosse, Coy, Vance, Daisy, Boss et Rosco rerouvent Billy Bob et June Stewart du Comté de Hazzard. Ces derniers viennent juste d'hériter d'un manoir hanté.                                                                      |                          |                    |               |
| 12 | The Dukes Do Paris       | 23 avril 1983      | 112           |
| Boss Hogg veut acheter un timbre de collection. Le vendeur le donne à Daisy, pensant qu'elle travaille pour Boss. Mais ce quiproquo va lancer la police française aux trousses des cousins Duke.                                   |                          |                    |               |
| 13 | The Dukes Do Switzerland | 30 avril 1983      | 113           |
| Les Duke rencontrent un père et son fils, originaires de Slavonie, ayant inventé une formule transformant l'eau de mer en essence. Mais elle est volée par Boss et Rosco. Coy, Vance et Daisy vont alors les aider à la récupérer. |                          |                    |               |

### Saison 2
| Saison | №  | Titre                             | Première diffusion | Code de prod. |
| --- | -- | --------------------------------- | ------------------ | ------------- |
| 1 | 14 | Boss O'Hogg and the Little People | 17 septembre 1983  | 201           |
| En Irlande, Boss Hogg et Rosco trouvent une bande de Leprechauns et volent leur or. Bo, Luke et Daisy tentent de les aider. |    |                                   |                    |               |
| 2 | 15 | The Tales of Vienna Hoods         | 24 septembre 1983  | 202           |
| Alors que la course bât son plein, Bo, Luke et Daisy sont en Autriche. Boss Hogg et Rosco gardent la nièce de Boss, Cindy Sue. Des criminels kidnappent les Duke et Cindy Sue et réclament au Boss une rançon de 1 000 000 $ ! |    |                                   |                    |               |
| 3 | 16 | The Kid from Madrid               | 1er octobre 1983   | 203           |
| Un escroc fait sortir le General Lee de la route. Bo, Luke et Daisy rencontre alors Pepino et son cheval de course El Blanco.                                                                                                  |    |                                   |                    |               |
| 4 | 17 | A Dickens of a Christmas          | 8 octobre 1983     | 204           |
| Puisqu'il n'y a pas de courses pendant Noël, Bo, Luke, Daisy, Boss et Rosco font une pause et célèbrent les vacances. |    |                                   |                    |               |
| 5 | 18 | The Canadian Caper                | 15 octobre 1983    | 205           |
| Boss Hogg rencontre des braconniers et leur achète illégalement de la fourrure. |    |                                   |                    |               |
| 6 | 19 | The Dukes in Hollywood            | 22 octobre 1983    | 206           |
| Les Duke sont embauchés comme cascadeurs dans un film par un producteur escroc, qui arnaque également Boss Hogg. |    |                                   |                    |               |
| 7 | 20 | A Hogg in the Foggy Bog           | 29 octobre 1983    | 207           |
| De retour dans le Comté de Hazzard, l'oncle Jesse découvre la carte du trésor d'un ancêtre. Bo, Luke et Daisy se rendent alors aux Philippines pour trouver le trésor.                                                         |    |                                   |                    |               |

## Autour de la série
La première saison du cartoon coïncide avec la saison 5 de Shérif, fais-moi peur dans laquelle les personnages de Luke Duke et Bo Duke sont remplacés par leurs cousins Coy Duke et Vance Duke, en raison d'un différend salarial entre la production et les acteurs Tom Wopat et John Schneider. La saison 2 voit le retour des deux personnages, comme la saison 6 de la série originale.
La plupart des acteurs de Shérif, fais-moi peur assurent le doublage de leur personnage. Cependant, certains acteurs et personnage ne sont ici pas présents : Waylon Jennings (le narrateur), Ben Jones (Cooter Davenport), Sonny Shroyer (shérif-adjoint Enos Strate) et Rick Hurst (shérif-adjoint Cletus Hogg).